# Odlewnia dzwonów Braci Kruszewskich

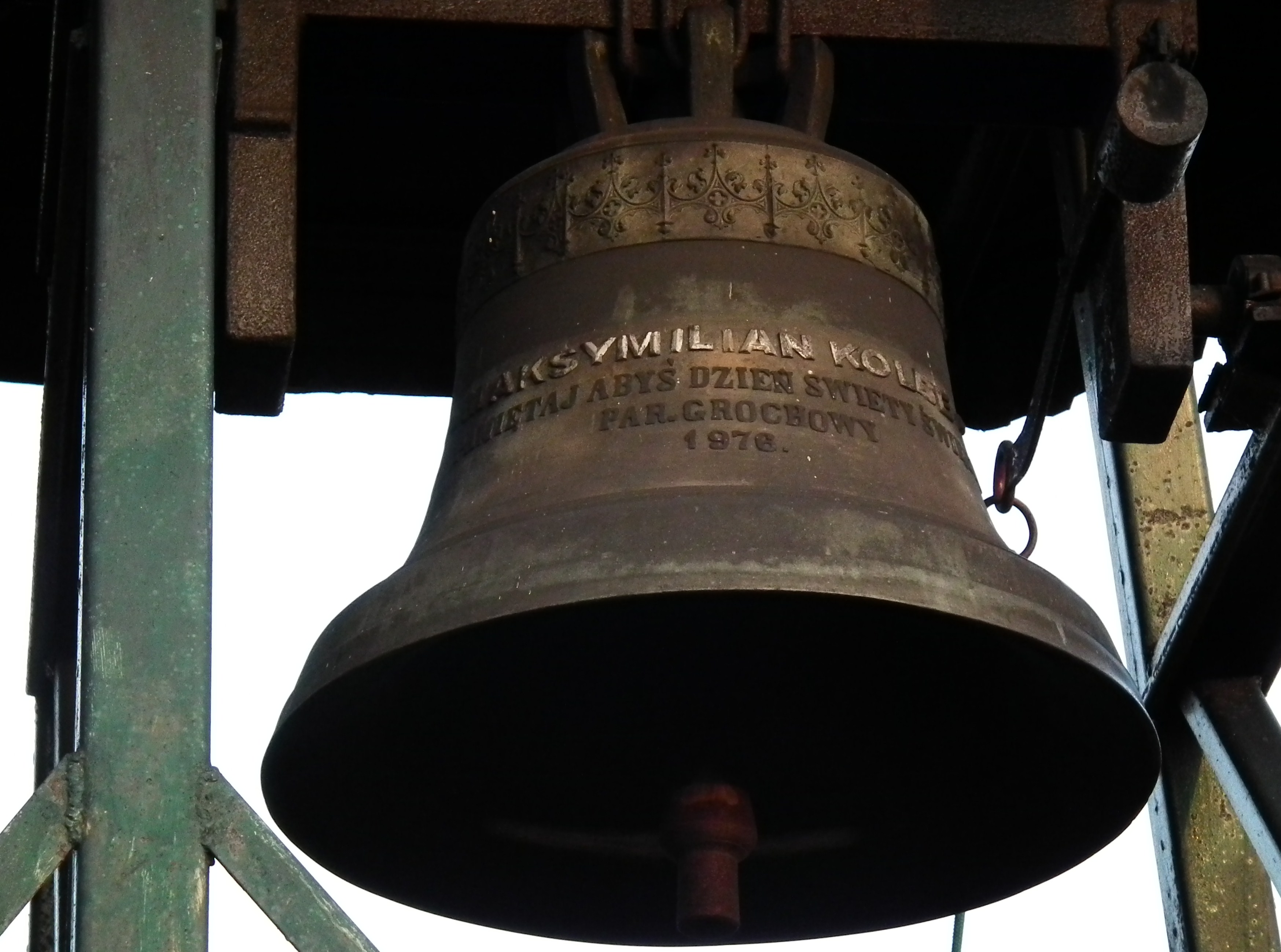
Przykładowy dzwon odlany w ludwisarni Kruszewskich

Odlewnia dzwonów Braci Kruszewskich – odlewnia dzwonów (pracownia ludwisarska) w Węgrowie woj. mazowieckim powstała w połowie XIX wieku i do chwili obecnej prowadzi produkcję dzwonów,  jest jednym z najbardziej znanych w Polsce producentów dzwonów.

## Historia
„Odlewnia Antoniego Włodkowskiego w Węgrowie” została założona przez mistrza ludwisarskiego Antoniego Włodkowskiego. Mistrz Włodkowski nie założył rodziny, nie miał potomstwa, swoją wiedzę i zdobyte doświadczenie  jeszcze przed śmiercią przekazał swojemu pracownikowi Jakubowi Kruszewskiemu który nauczył się odlewniczego rzemiosła.
Jakub Kruszewski od 1920 roku przejął firmę i rozpoczął samodzielnie odlewać dzwony, prowadził pracownię ludwisarską a swojego syna Antoniego nauczył sztuki ludwisarskiej.

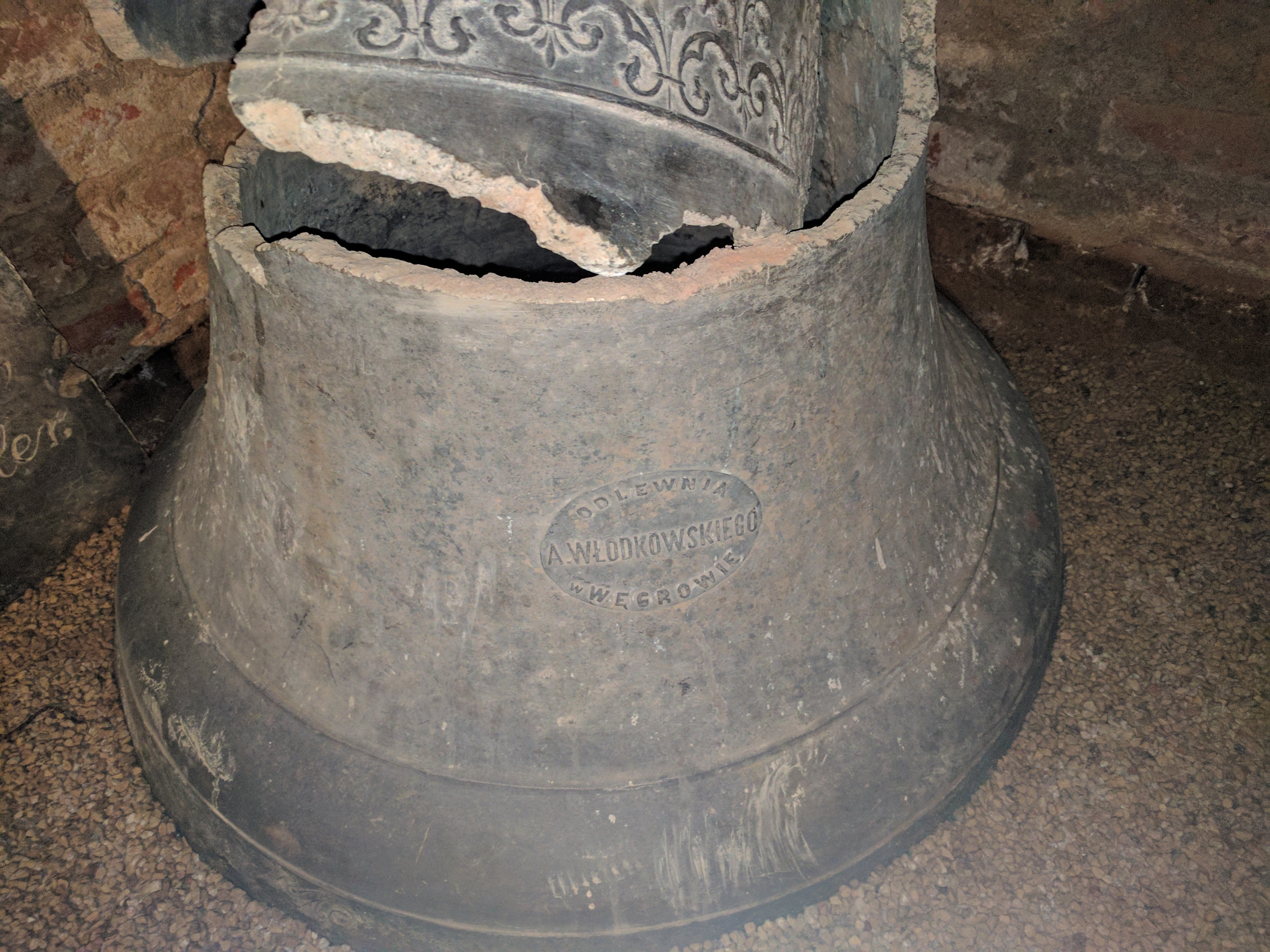
Dzwon Odlewni Antoniego Włodkowskiego w Węgrowie

Odlewnia odlała w 1935 roku dzwon nazwany imieniem zmarłego Marszałka Piłsudskiego, „Marszałek” który waży 1260 kg, dzwon wykonany na zamówienie Klasztoru Franciszkanów w Iwieńcu, na terenie II Rzeczpospolita, obecnie Białoruś
.
W 1946 po śmierci Jakuba zakład przejął jego syn Antoni Kruszewski, który do roku 1992 nadzorował firmę przekazał wiedzę odlewnictwa dzwonów swoim synom Andrzejowi i Adamowi. Ludwisarnia ufundowała trzy dzwony dla kościoła poklasztornego w Węgrowie oraz największy, ważący 1600 kg, dla Bazyliki Wniebowzięcia Najświętszej Marii Panny w Węgrowie.
W 1974 roku firma wykonała dzwony zegarowe do nowego zegara na Zamku Królewskim w Warszawie

### Czasy współczesne
Obecnie jest to firma rodzinna, właścicielami firmy jest rodzina Kruszewskich:  Andrzej Kruszewski, syn Wojciech oraz Adam Kruszewski i syn Antoni, od 1992 dołączyli do firmy ich synowie. Dotychczas firma Kruszewskich wykonała ok. 2500 dzwonów (stan 2018 r.), dzwony dostarczono do kościołów w Polsce a także do takich krajów jak:  Stany Zjednoczone, Finlandia, Belgia, Francja, Niemcy, Brazylia, Ukraina, Białoruś, Litwa, Rosja, Rumunia, Rwanda oraz Papui-Nowej Gwinei. 
Artysta Konrad Smoleński wykonał dzieło sztuki, rzeźbiarski instrument reprodukujący wykorzystujący dwa dzwony z odlewni Kruszewskich. Dzieło to  reprezentowało Polską sztukę współczesną na 55. Międzynarodowej Wystawie Sztuki — la Biennale di Venezia w Wenecji w 2013r
.

## Wyroby sztuki odlewniczej
Firma wykonuje dzwony sakralne różnych rozmiarów oraz sygnaturki, dzwony sakralne harmonijne, gongi zegarowe oraz dzwony rurowe, dzwonki ozdobne oraz różne odlewy z brązu ze zdobieniami np: płaskorzeźby, chrzcielnice, tablice pamiątkowe, kapsuły czasu, tabernakula,

## Nagrody i wyróżnienia
- Medal J.E. Ks. Biskupa Jana Piotrowskiego za "Dzwony i zegary wieżowe", wystawa SACRO EXPO (2018)
- Dyplom  Kardynała Józefa Glempa Prymasa Polski, za 30 lat działalności firmy na rzecz obiektów sakralnych.